# 中華麺

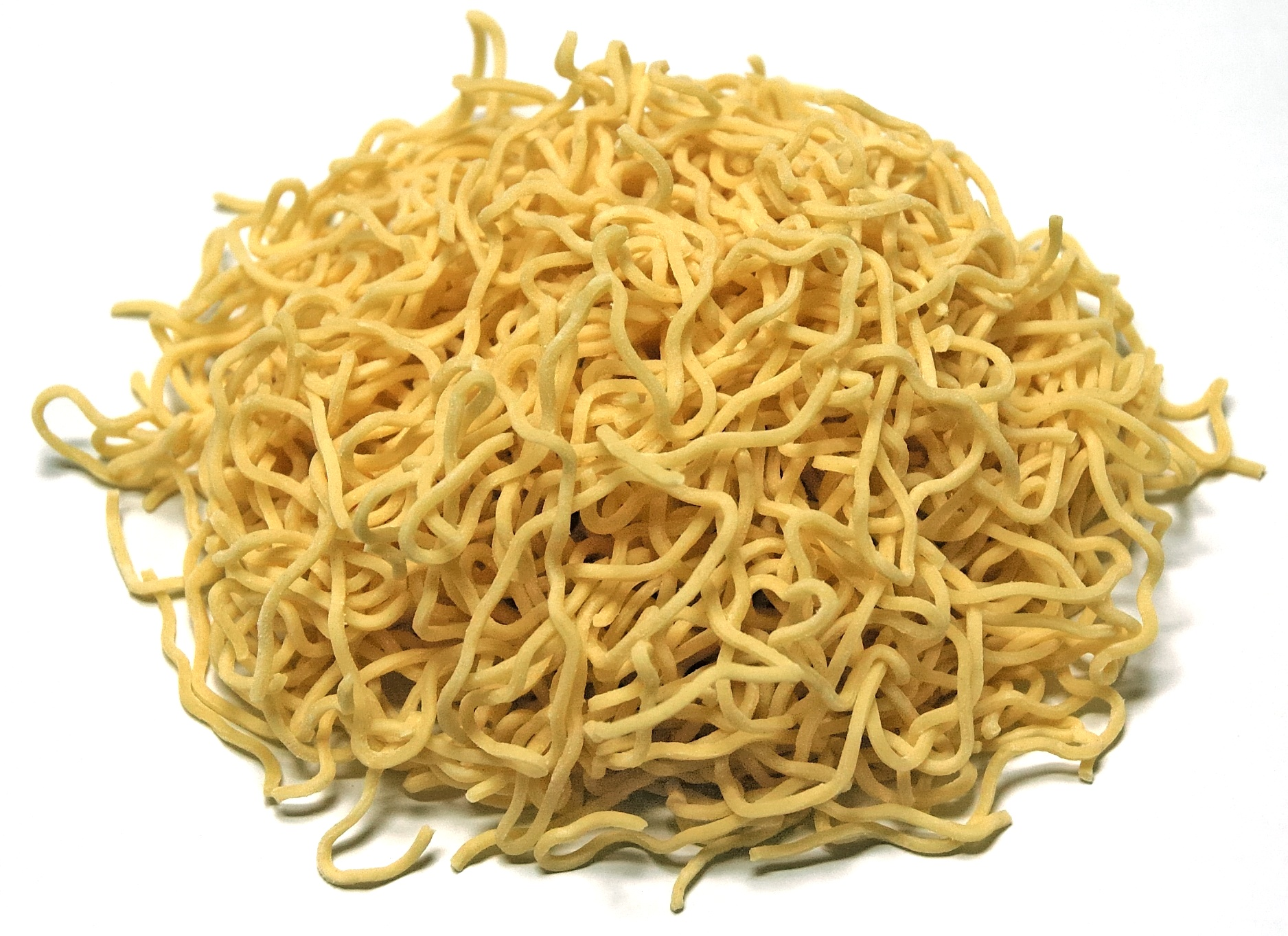
生麺

中華麺（ちゅうかめん）は、小麦粉を原料とする中国発祥の麺の一種。かん水（鹹水）を使って作られることが必須であり特徴であったが、現代では別の原料で代替されるものもある。日本では、ラーメンや焼きそば、冷やし中華、中華風つけ麺などに使用されることが多い、料理の材料である。
鹹水を入れることを除けば、基本的な製法は同じ小麦粉が原料のうどんやパスタと同じである。独特の成分の鹹水を加えることで「コシ（噛みごたえ/弾力性）」・「黄色の色合い」・「独特の香り」、製法により「縮れ」など独特の特徴が出る。

## 概要
中国の内モンゴルにある鹹湖の水を用いると「コシ」の強い麺ができるということが分かり、中華麺の製造に使用されるようになったとされる。中国一寒村の生活史には、農民が山より湧き出る水を使って麺作りを行ったところ、井戸水を使った麺とは異なる麺が出来たという中華麺誕生の由来があり、この山の土質にアルカリ性物質が大量に含まれていて、この物質がこの水に溶解している事を農民は知る由もなかったのであるが、以来この地方の農民はこの水を煮詰めたり固形化（石かん水）して各地に移出し、中華麺は中国全土に広まっていった。日本では、1859年（安政5年）の開港により外国人居留地が誕生し、中国人による中華料理店の増加に伴い「支那そば」の名で知られるようになった。1923年（大正12年）には、横浜と東京の深川に初めて日本人経営のかん水業者が営業開始した。戦前は中国から輸入されたものが主に使われていたが、1945年（昭和20年）以降は日本国内で作られている炭酸アルカリが主に使われており、1987年（昭和62年）以降は厚生省により自主製品検査体制となっている。
鹹水がアルカリ性であることにより、小麦粉の蛋白質グルテンの性質を変化させ、麺にコシとつやを与え、小麦粉に含まれるフラボノイドを黄色化し、独特の麺の色と香りを与える。ただし最近の研究によると、良質の小麦粉であればよりグルテンを形成しやすいため、鹹水を使わなくても塩だけでコシの強い麺は可能であるという意見もある。
中華麺という名称ではあるが、中国・香港や台湾などの中華料理の本場ではそれほどメジャーな種類の麺ではなく、これらの地域では、日本のように麺のコシを重視しない傾向や、鹹水独特の臭気と苦味のためか、鹹水を使用する麺は一般的にならなかったと思われる。日本では、ラーメンなど日本風にアレンジされた中華料理の食材として普及し、「中華麺」の名称で知られるようになり、本場の中国にも劣らない程の発展を遂げた。主にラーメンや焼きそばに使われ、生麺、ゆで麺、蒸し麺、乾麺、インスタント麺などの形で流通している。製麺会社が飲食店などクライアントの要望に合わせてさまざまな麺を作り、ラーメンチェーン店や中華料理店などで使用される。食品会社も家庭用に中華麺を販売している。ラーメン専門店では自家製麺を使用している店もある。小麦粉に蕎麦粉を混ぜ合わせて蕎麦に近づけたものや、唐辛子などを混ぜ込み麺自体に味を付加したものなど個性的な麺も存在する。

## 製法
中華麺の材料は、小麦粉（厳選・調合される場合が多い）、鹹水、水である。小麦粉に鹹水を溶かした水を混ぜた後、強い力でこねて玉にする。その玉をうち粉を使用しながら麺棒で伸ばし、製麺機など刃物で細く切る。途中で寝かせを入れることも多い。
通常の加水率（麺を作る際に小麦粉に混ぜる水の割合）は、一般的には35%程度である。加水率を高くすると水分の割合が多くなることから、伸びにくい、つるっとした表面で喉越しが良い、食感は柔らかく、麺のコシや粉の風味は弱くなる、日持ちがしない、太い麺に作られることが多い、などの特徴があげられる。逆に加水率を低くすると小麦粉の割合が多くなることで、香りやコシが強くなる、伸びやすくなる、表面がざらっとしてスープの絡みがよい、日持ちがよい、麺を細く作られることが多い、などの特徴がある。実際には、食感や香りを求めて加水率を変えるというよりは、作られる場所や地方の温度や湿度にあわせて最適な麺作りをする上で決められることが多く、例えば冬の東北地方では、温度が下がり乾燥するにつれて加水率が高くなる傾向がある。

## 形状
形状としては、生地を伸ばし、切り出したままの角麺、切り出した後に、成形して丸くした丸麺、厚みに対して幅広く切り出した平打ち麺（きしめんのような形）がある。また、打ち出した後に特別な加工をしないストレート麺と、手で揉みほぐしたり機械で圧力を掛けたりして、麺に波状の縮れを出した縮れ麺に分けられる。
中華麺の特徴である縮れは、製麺機に縮れを与える細工をしたり、手で揉んで縮れた麺を製造している。鹹水による化学反応で縮れが生じるという俗説は誤解である。

## 無鹹水麺
かん水は日本農林規格（JAS）によりその成分が規定され、昭和62年以降は検査体制を整えており安全面での問題はないが、過去には日中の国交が回復せずに中国からの輸入が途絶えていた戦後しばらくの間、食品にふさわしくない苛性ソーダなどを含んだ粗悪な代用品が出回り、1957年（昭和32年）に厚生省が「かんすいは基準を満たす合成化学品に限る」と基準を規制したこともある。そのため、かん水の健康面への安全性に対して疑問を持つ声もある。また、かん水は人によっては拒否感を示す独特の匂いを持ち、かん水そのものの効能に対して疑問を唱える人もいる。こうしたかん水に対して否定的な立場を取る人達のため、かん水の代わりに鶏卵などを用いた無鹹水麺が存在する。沖縄そばでは、古来かん水の代用として使用されてきた灰汁（木灰の上澄み液）を懐古的に用いる例も見られる。

## 中華麺を使った料理

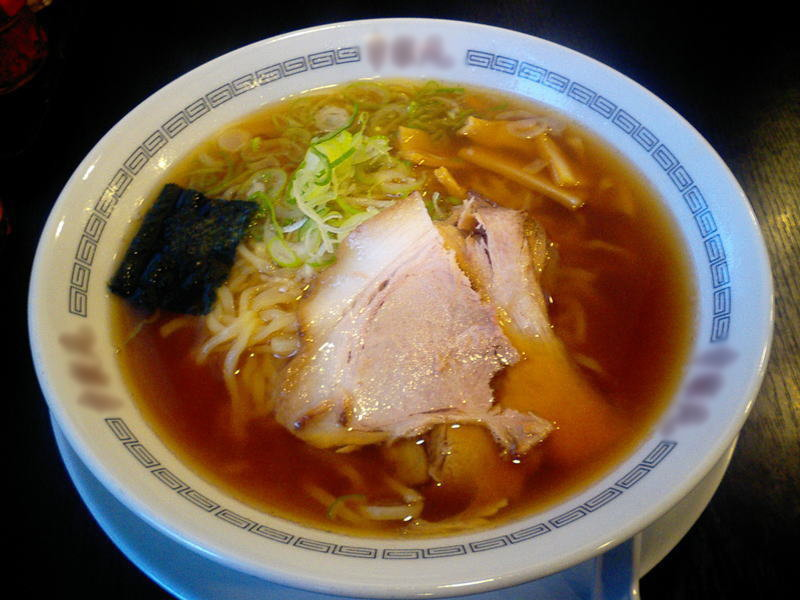
ラーメン
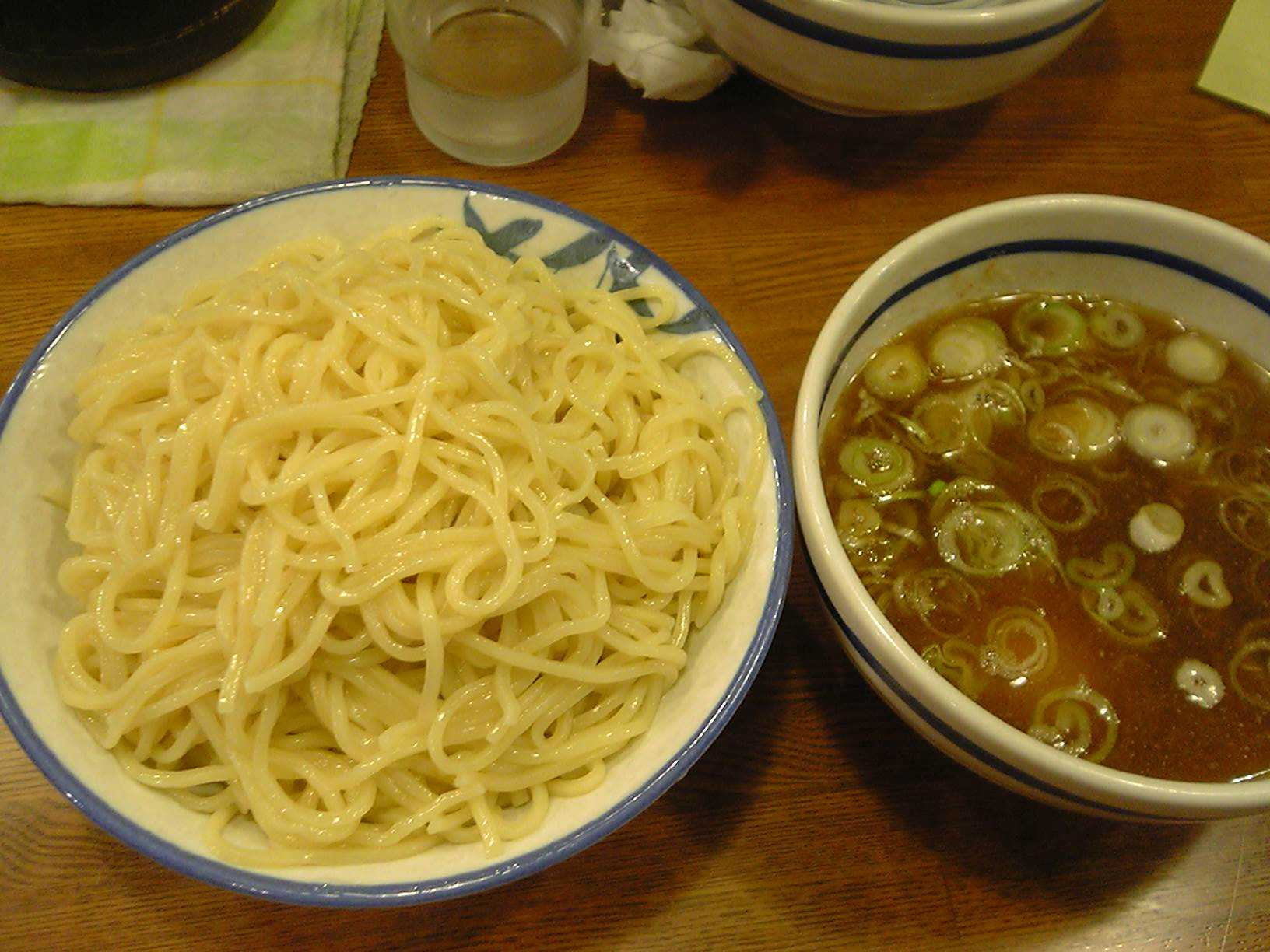
つけ麺
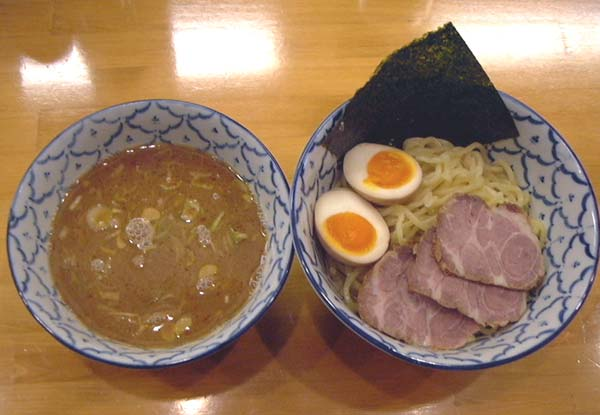
つけ麺
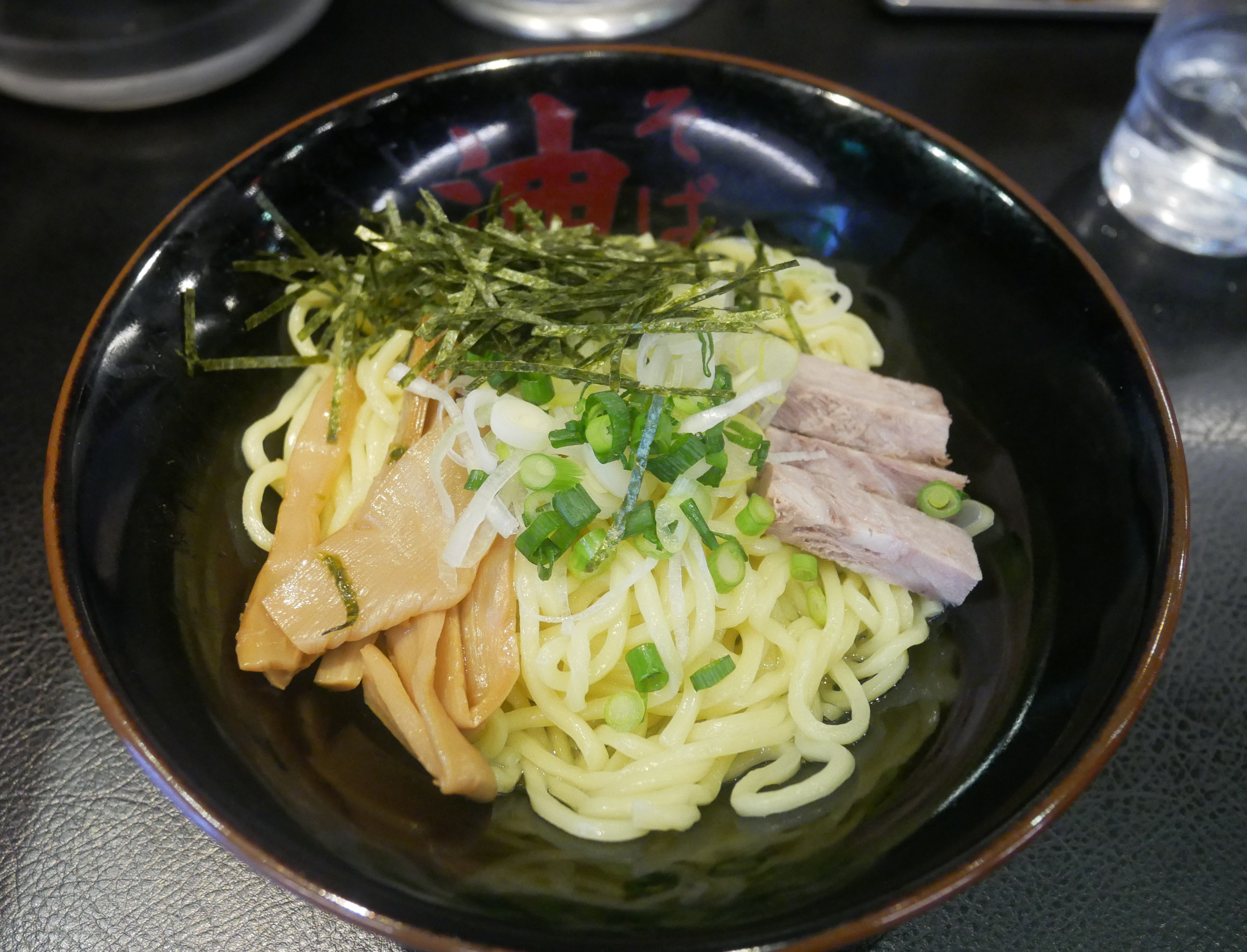
油そば
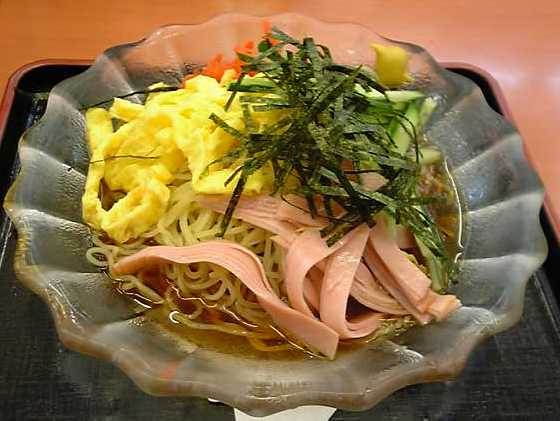
冷やし中華
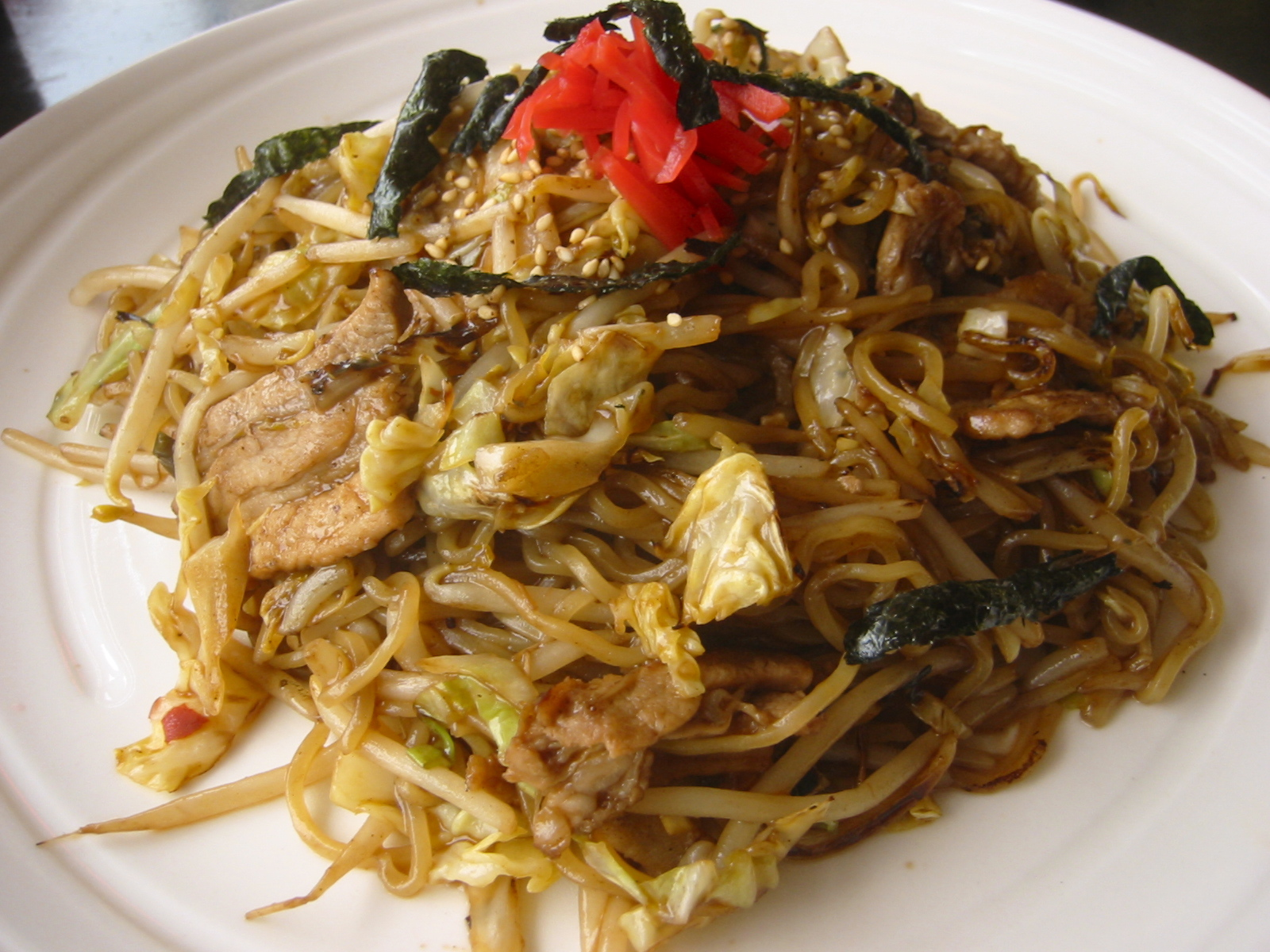
焼きそば
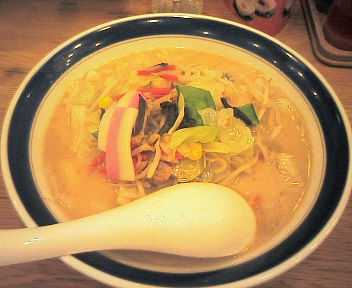
ちゃんぽん
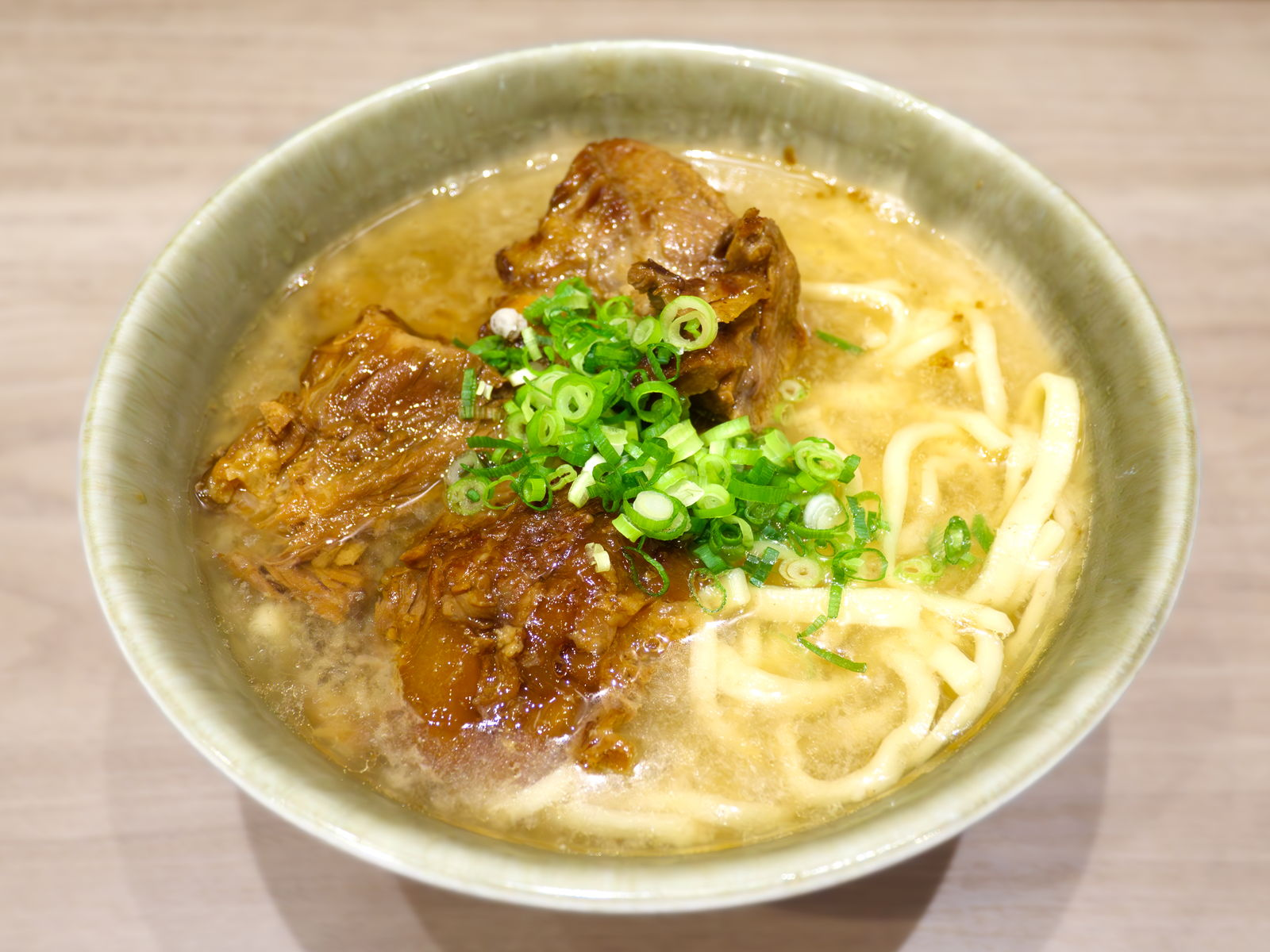
沖縄そば
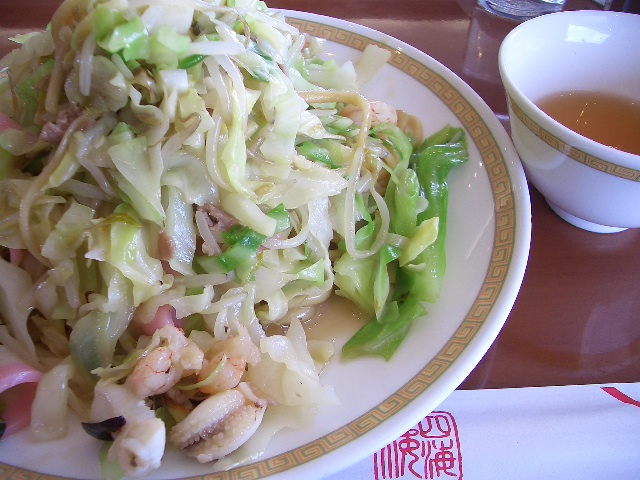
皿うどん
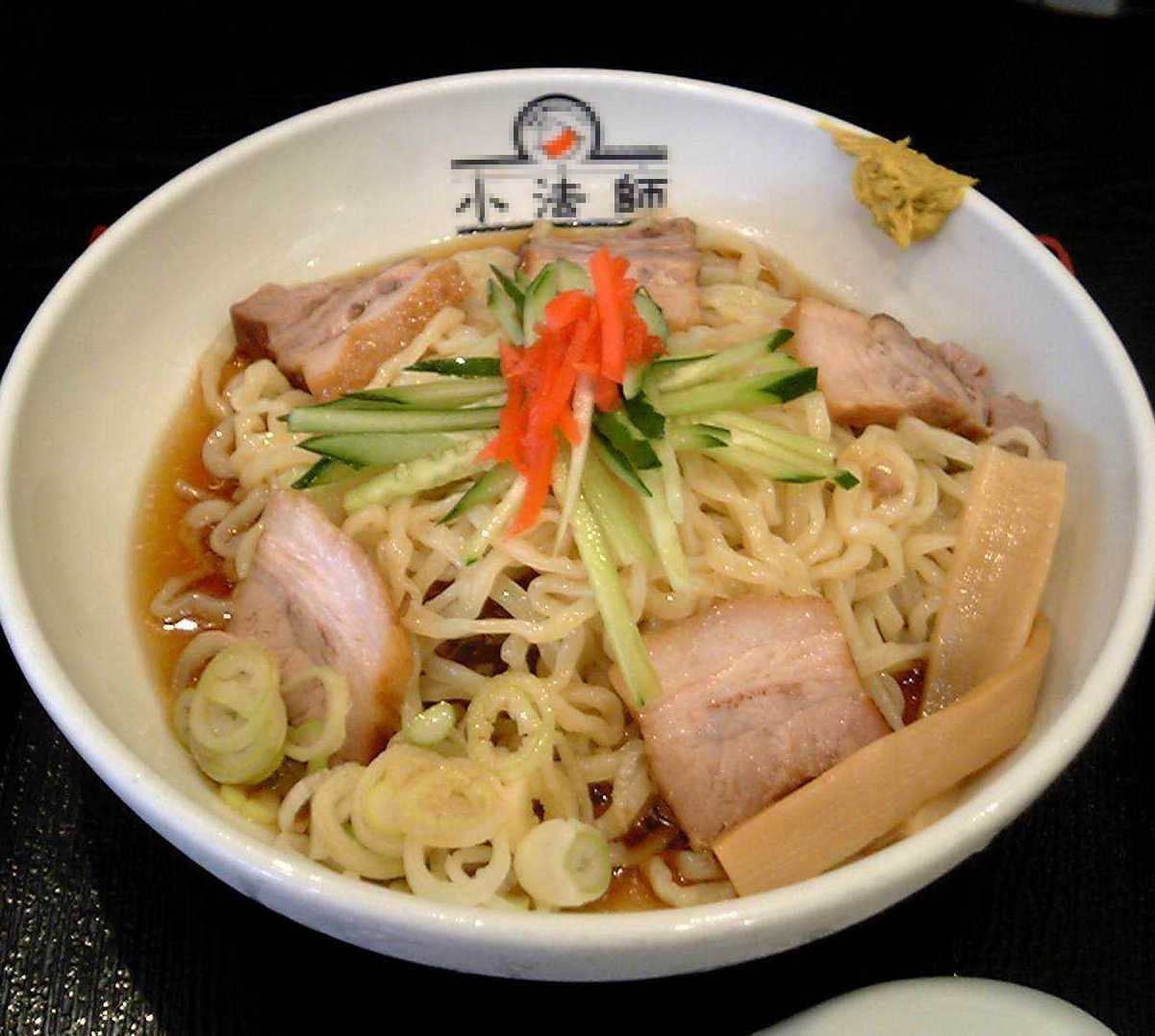
冷やしラーメン
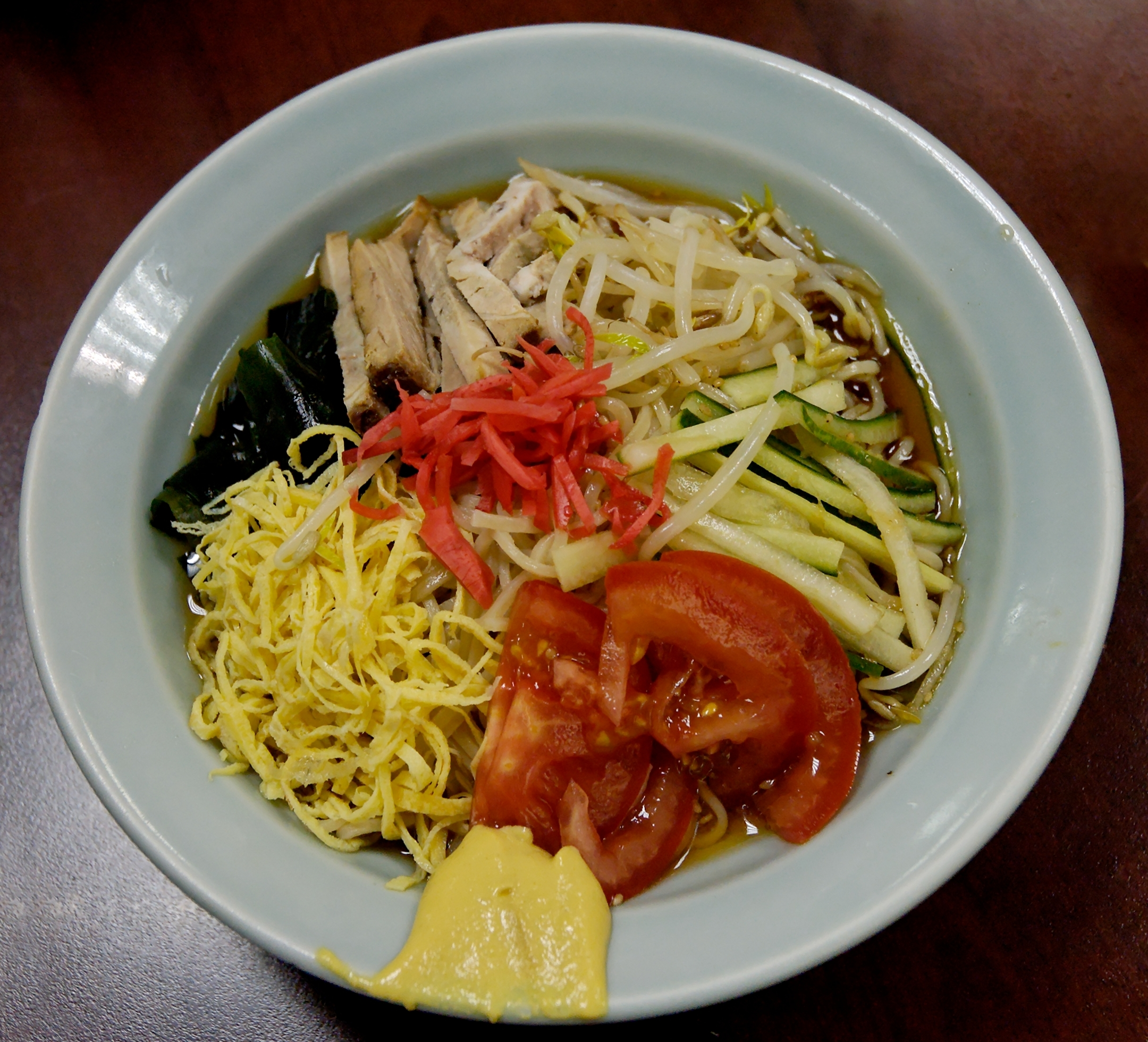
冷やしラーメン
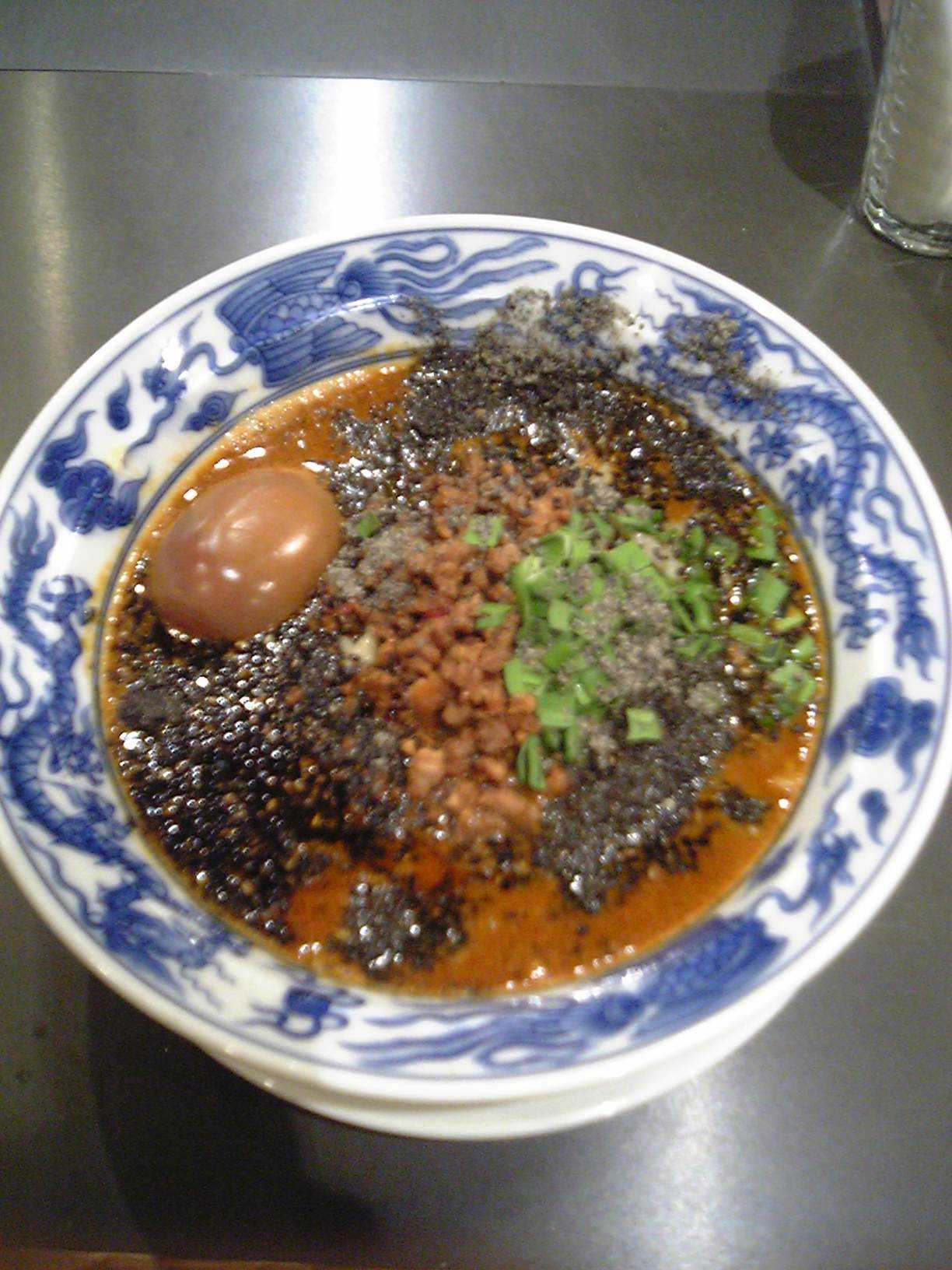
担担麺
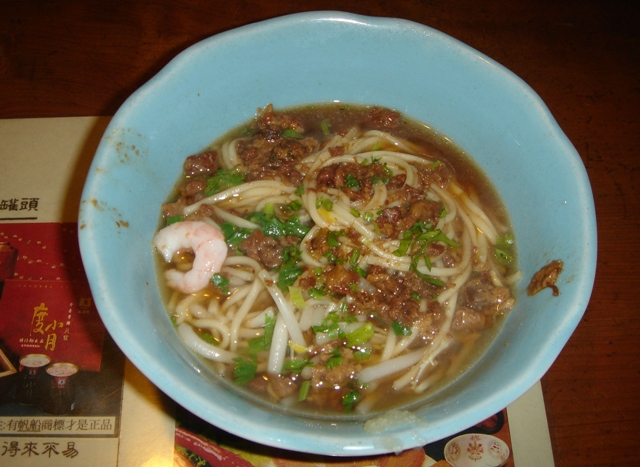
担仔麺
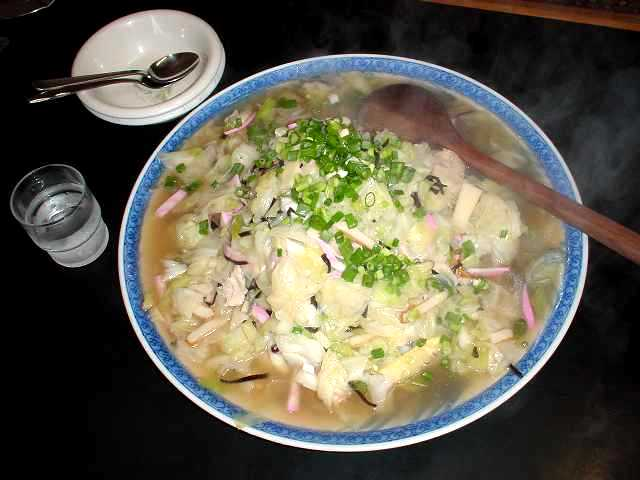
バリそば（3人前）
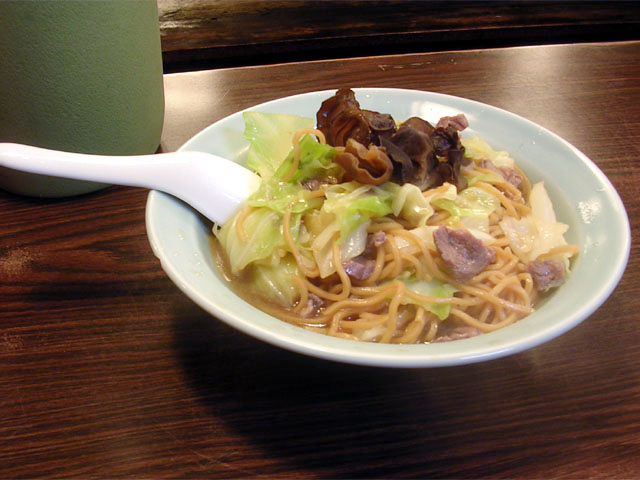
ローメン
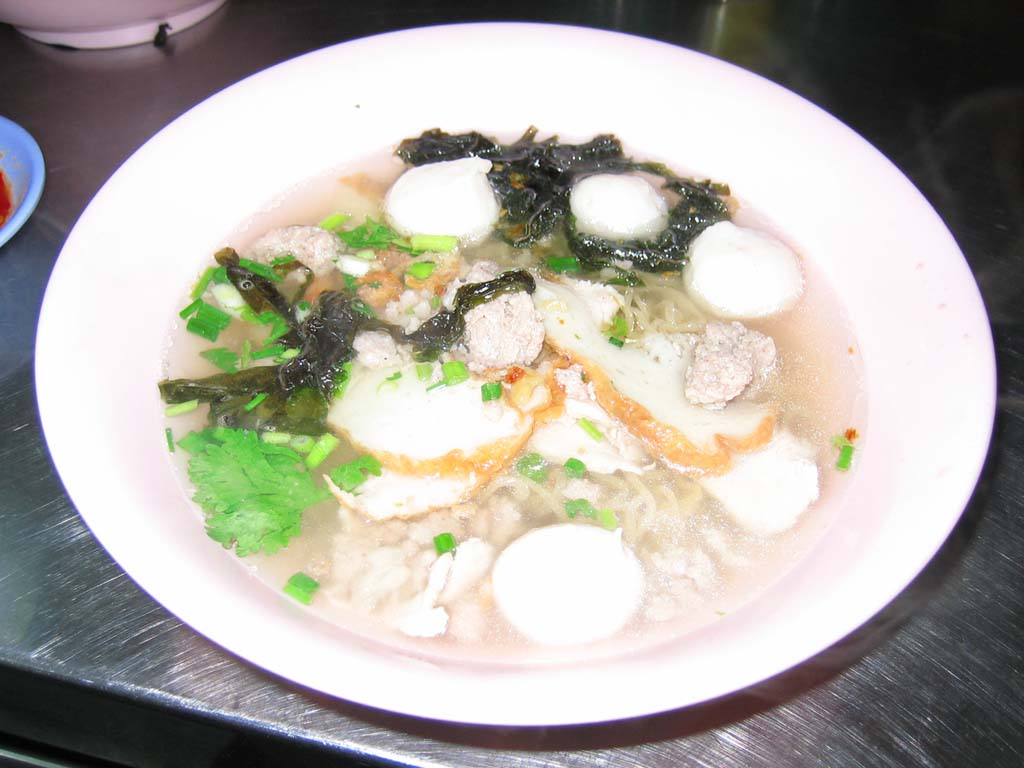
バミー
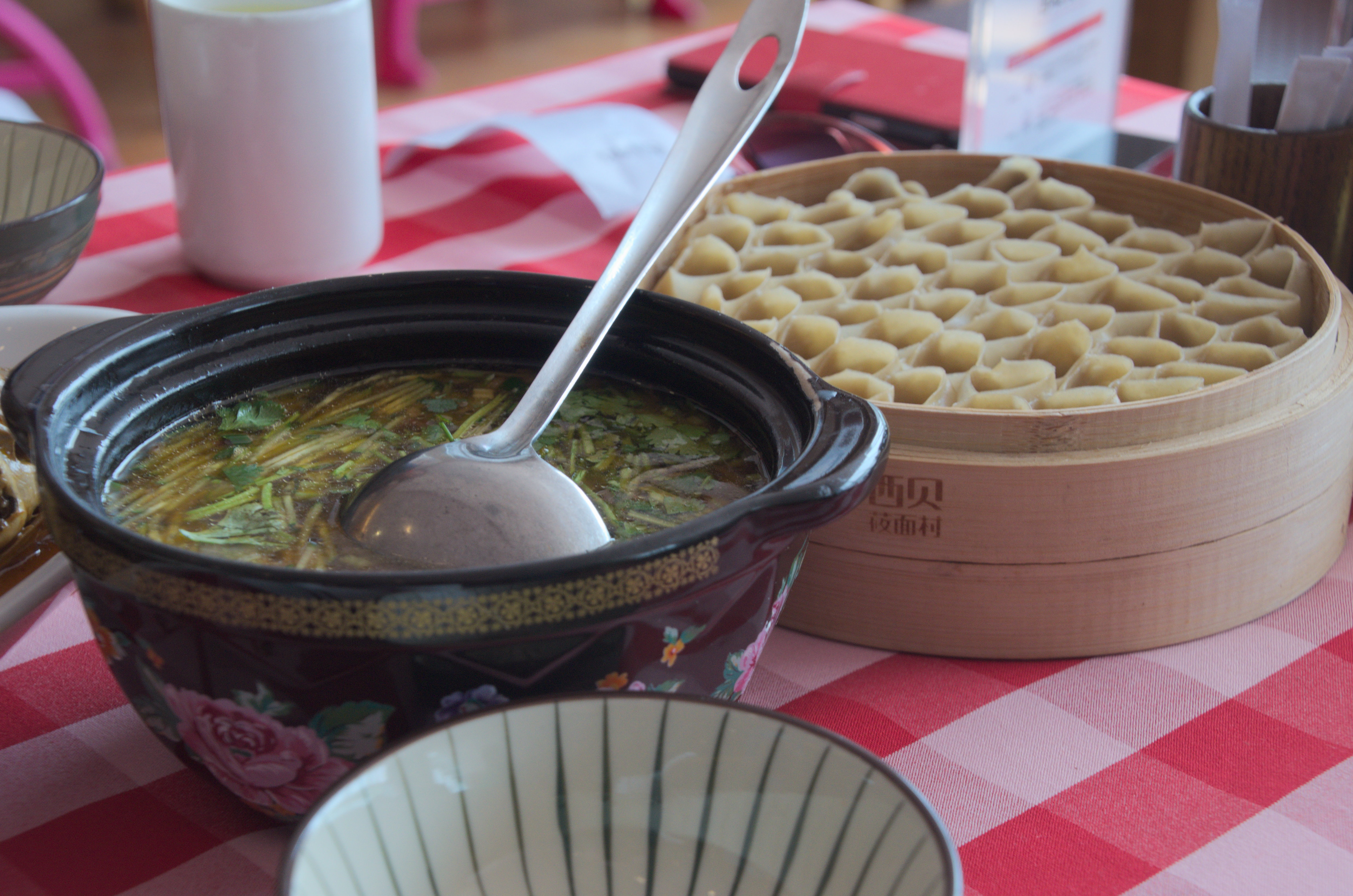
莜面（yóumiàn）

ラーメン
中華麺を使用した代表的な料理はラーメンである。ラーメンという名称が一般的となる以前は中華そば、支那そばなどと呼ばれ、以後も中華そばや支那そばという呼称の店や地域は少なくない。明治時代に開国された港に出現した中国人街（南京街）に中華料理店が開店し、大正時代頃から日本各地に広まっていった。様々な派生形を持つ。茹で上げた中華麺を熱いスープに入れて食べる料理。
つけ麺
茹で上げた麺を冷水で締め、ざるそばのように一口分ずつつけ汁につけながら食べる。締めた麺を湯通しし、熱盛りとすることもある。
油そば
茹で上げた麺に、油っこく濃いタレを絡ませて食べる。スープはない。
冷やし中華
茹であげた麺を冷やし、酸味を利かせたタレをかけるのが一般的。
焼きそば（炒麺・炸麺）
茹でた麺を炒めたもの、あるいは麺を揚げたもの。
ちゃんぽん
長崎県の地域料理。唐あくを用いた専用の中華麺を使用する。
皿うどん
長崎県の地域料理。中華麺以外を使う場合もある。
沖縄そば
沖縄県の郷土料理。油処理された太めの中華麺を使う。
冷やしラーメン
冷やし中華とは異なり、茹でた後に冷した麺をたっぷりの冷たいスープに入れて食べる。
ざる中華
麺を茹であげて冷やしたものを、和風のめんつゆに1口分ずつつけて食べる。
焼きラーメン
茹でたての中華麺を鉄板で炒めて供する。福岡県福岡市の屋台料理。
イタリアン
新潟県の地域料理。ソース焼きそばにトマトソースをかけたもの。
黄そば、キーシマ、素ラーメン、中日そば、えきそば
中華麺をうどんのつゆに入れたもの。
バリそば
山口県の地域料理。
ローメン
長野県の地域料理。
担担麺・汁なし担々麺
中国四川省発祥の麺料理。
ジャージャー麺
中国北部（北京市近辺）発祥の麺料理。なお、中華麺を用いるのは日本のみで、中国の炸醤麺では平たく太い無かん水麺が用いられる。
担仔麺
台湾の料理。肉味噌と香菜を上に載せる。
台湾ラーメン
愛知県の地域料理。原型となった担仔麺とは違って辛口仕立てとなっている。
バミー
タイ王国の麺料理。
ラクサ
マレーシアの麺料理。
サイミン
ハワイの麺料理。
その他
鍋料理の〆として、うどんや餅など共に中華麺が用いられる事もある。
- ラーメン
- つけ麺
- つけ麺
- 油そば
- 冷やし中華
- 焼きそば
- ちゃんぽん
- 沖縄そば
- 皿うどん
- 冷やしラーメン
- 冷やしラーメン
- 担担麺
- 担仔麺
- バリそば（3人前）
- ローメン
- バミー
- 莜面（yóumiàn）